# 臺灣網站分級推廣基金會
台灣網站分級推廣基金會，簡稱網推基金會、TICRF，係2005年1月7日行政院新聞局依據《電腦網路內容分級處理辦法》第8條及第9條規定，為協助網路內容分級業務推動之需，捐助成立的基金會。該會於2005年1月7日經行政院新聞局許可設立，2005年3月11日在臺灣臺北地方法院完成設立登記，2013年10月15日經國家通訊傳播委員會許可解散，2013年11月進入清算程序，2014年4月25日於臺灣臺北地方法院完成清算終結登記。

## 設立目的
《財團法人台灣網站分級推廣基金會捐助章程》第一章第2條明訂，台灣網站分級推廣基金會成立之目的，係在維護網際網路言論自由及使用倫理之精神下，規劃及推廣網站內容分級標示、過濾或其他方法，以保護兒童及少年上網安全，並致力於：
1. 配合網際網路無國界之特性，以超然中立之立場，研訂網站內容分級標準。
2. 研析各國兒童及少年安全上網相關之政策，促進與國際組織間交流與合作，並取得國際分級資訊及合作機會，提供政策建議。
3. 推廣網站內容自我分級標示之自律精神，協助內容提供者進行網站自我分級之實施。
4. 推廣公共場所及家庭對於網站內容分級之瞭解及知能，並推廣安裝符合台灣分級制度之分級過濾軟體，以落實網站內容分級標準之實施。
5. 整合現有網站分級相關資源，包括政府單位、學界、業界及民間公益團體分級資訊。
6. 教育並推廣網站內容分級及兒童少年上網安全制度。

## 董事會組成
《財團法人台灣網站分級推廣基金會捐助章程》第二章規範，台灣網站分級推廣基金會設董事會，置董事十五至十七人。董事中有適當比例之政府有關機關代表、學者專家及社會人士、網際網路服務經營者代表。基金會亦設監事會，置監事三至五人，其中一人有會計或財務背景或經歷。董事會為最高決策機構，下置執行長一人。執行長承董事長之命辦理各項業務。
依上開規定，董事會由董事17人組成；其中政府推派代表共9人，分別由行政院新聞局（2006年改為國家通訊傳播委員會）派任4人、中華民國教育部1人、內政部兒童局1人、經濟部工業局1人及政府代表學者2人。

## 具體推動項目
1. 訂定網站分級系統：參照万维网联盟（W3C）提出之網路內容篩選平台（Platform for Internet Content Selection）標準，訂定臺灣網站分級系統。
2. 推動業者自我分級標示：提供分級標籤產生器給內容提供者自我標示。截至2010年9月底止，臺灣限制級網路業者自我標示率為89.95%。
3. 宣導網站內容分級標示：辦理校園說明會、網路安全小尖兵營隊、網路小遊俠巡演及教育部數位機會中心講習等方式，致力推廣網站分級制度，提升兒少上網安全。
4. 處理網站內容分級之申訴事宜：受理臺灣終止童妓協會或民眾針對未進行自我標示之限制級網站申訴案件。
5. 優良網站評選活動：鼓勵網站經營者提供適切且多樣化的網站內容，形塑社會大眾認同優質網站。
6. 提供免費過濾軟體：自行研發TICRF分級過濾軟體置於網站上，供民眾下載安裝使用。另為簡化網路使用者對分級過濾系統之下載流程，並與微軟簽訂授權合作，將分級過濾服務內建於Internet Explorer 7.0中文版上。

## 組織運作
《財團法人台灣網站分級推廣基金會捐助章程》第15條規定，基金會置執行長1人，承董事長之命辦理各項業務。基金會2005年初成立，在執行長之下，工作人員組成包括行政管理、推廣服務及技術支援專責人員各1人，總計4人辦理基金會業務。